# Sexual Eruption
"Sexual Eruption" är en låt av den amerikanska rapparen Snoop Dogg. Den släpptes i november 2007. Den svenska sångerskan Robyn medverkar på en remix (Fyre Department Remix) av låten.
Sensual Seduction är en censurerad version av låten.
Artisterna samarbetade även på låten "U Should Know Better" på Robyns album Body Talk Pt. 2.